# Toledo (Ohio)
Toledo és una ciutat del comtat de Lucas situada al nord d'Ohio, Estats Units d'Amèrica. Segons el cens de l'any 2000 la ciutat tenia 313.619 habitants. Toledo és ben coneguda com la Ciutat de Cristall, gràcies a la seva llarga tradició en la innovació, en tots els aspectes, de la indústria del cristall; en el museu del qual té una extensa col·lecció. L'automòbil Jeep ha estat manufacturat a Toledo des de 1941.

## Fills il·lustres
- Elizabeth Hainen (1966), Músic (arpista)

## Llocs d'interès
- Toledo Museum of Art, que conserva diverses obres de Joan Miró.